# 埃尔霍芬
埃尔霍芬是德国巴登-符腾堡州的一个市镇。总面积5.86平方公里，总人口3360人，其中男性1693人，女性1667人（2011年12月31日），人口密度573人/平方公里。